# Robin Hahnel
Robin Hahnel (25 de marzo de 1946) es un economista y activista político. Políticamente se considera a sí mismo producto del movimiento estadounidense  de la década de 1960 Nueva Izquierda y simpatizante del socialismo libertario. Es un teórico de la economía participativa.
Ha estado activo en muchos movimientos sociales y organizaciones durante 40 años, especialmente activo fue en los movimientos estudiantiles opuestos a la invasión estadounidense de Vietnam del Sur. Más reciemente ha participado en el Partido Verde de Estados Unidos. La obra de Hahnel en teoría económica y análisis está influenciada por Marx, Keynes, Piero Sraffa, Michał Kalecki y Joan Robinson. Cabe destacar que ha trabajado como profesor en Cuba, Perú e Inglaterra.
Hanhel era un estudiante en Harvard cuando conoció a Michael Albert, quien estaba estudiando en el MIT. Durante tres décadas el dúo formado por ambos produjo siete libros. Entre los primeros trabajos estaba "Marxismo y teoría socialista", una evaluación de la teoría marxista y marxista-leninista que subrayaron lo que ellos creyeron como fallos. Subsecuentemente produjeron "Socialismo hoy y mañana", que fue un análisis del entonces reinante socialismo en la Unión Soviética, China y Cuba, así como un esbozo de un marco teórico alternativo para el socialismo.

## Economía participativa (Parecon)
En 1991, mientras el bloque soviético se hundía y el capitalismo emergía triunfante, Albert y Hahnel publicaron "La economía política de la economía participativa", un modelo de economía basado en la asignación de recursos por medio de la democracia participativa dentro de un marco integrado de consejos de producción y consumo, que fue propuesta como alternativa al capitalismo contemporáneo, un estado central socialista y el socialismo de mercado. En los años subsiguientes, ambos autores completaron los huecos en su visión y discutieron posibles instituciones complementarias, tanto políticas como culturales, y replicaron a muchos de sus críticos.
En Democratic Economic Planning (2021, Routledge) presenta una propuesta concreta sobre cómo organizar, llevar a cabo e integrar la planificación económica anual integral, la planificación de las inversiones y la planificación del desarrollo a largo plazo para maximizar la participación popular, distribuir las cargas y los beneficios de la actividad económica de forma justa, lograr la sostenibilidad medioambiental y utilizar los escasos recursos productivos de forma eficiente. Es un desarrollo de la economía participativa tras 30 años de debates y críticas al mismo.

## Economía ecológica
A lo largo de este tiempo Hahnel había empezado a impartir cursos avanzados sobre economía ecológica en la American University. Su visión de esta materia busca incorporar los costes sociales y ecológicos en la producción, la distribución y el consumo en los precios de cada bien. Por las vastas y reconocidas dificultades en cuantificar los costes sociales y ecológicos, Hanhel subrayó  la necesidad de usar datos cualitativos además de cuantitativos para asegurar unos precios adecuados. Los datos cualitativos pueden ser dilucidados óptimamente mediante los mecanismos de una red informacional participativa y democrática.
Sobre los actuales problemas ecológicos, Hahnel se ha decantado por las ecotasas sobre sistemas alternativos como el uso de sistemas de mercado para resolver problemas ambientales o sociales (véase Protocolo de Kioto). Una ecoatasa de eficacia óptima requiere gravar a los contaminadores una cantidad equivalente a los costes externos. Las corporaciones pueden tratar de transmitir los costes adicionales a los consumidores subiendo los impuestos. Hahnel apunta que "parte de la razón de que los impuestos mejoran la eficacia de una economía de mercado es que frenan el consumo de aquellos bienes cuya producción requiere contaminación, haciendo los precios de esos bienes más altos". Hahnel recomienda vincular los incrementos fiscales relacionados con la polución y otras externalidades con rebajas fiscales en prácticas positivas como trabajo productivo, ejemplificado por los impuestos de la Seguridad Social.
En el libro Del pueblo para el pueblo (2014), sintetiza perfectamente su concepción de sociedad, reuniendo un conjunto de propuestas que intenten paliar el avance del neoliberalismo y promover una economía sostenible.